# 环丙三烯
环丙三烯是一种假想的化合物，曾被认为是一种光谱学上检测到的三碳物质。它是一种环状的累积多烯烃。